# Smiley Face
Smiley Face (bra: Smiley Face - Louca de Dar Nó; prt: Marijuana, Meu Amor) é um filme teuto-estadunidense de 2007, dos gêneros comédia e aventura, dirigido por Gregg Araki.

## Sinopse
Jovem desempregada começa a ter alucinações após comer uma dúzia de bolinhos que seu colega de quarto deixou na geladeira, e é desse jeito que precisa sair de casa para tratar de assuntos urgentes.

## Elenco
- Anna Faris ... Jane F
- Danny Masterson
- Adam Brody
- Rick Hoffman
- Jane Lynch
- John Krasinski
- Marion Ross
- Michael Hithcock
- John Cho
- Danny Trejo
- Roscoe Lee Browne

## Recepção
No site agregador de críticas Rotten Tomatoes, 64% das 39 avaliações dos críticos são positivas. O consenso do site afirma: "Embora muitas das piadas sejam velhas, o desempenho brilhante de Anna Faris e a direção afiada de Gregg Araki fazem de Smiley Face mais do que sua comédia de nível médio"
O Metacritic, que usa uma média ponderada, atribuiu ao filme uma pontuação de 71 em 100, baseado em 9 críticos, indicando críticas "geralmente favoráveis".